# Henry Martin (Fußballspieler, 1997)
Henry C. Martin (* 11. April 1997 in New York City, New York) ist ein ehemaliger US-amerikanischer Fußballspieler auf der Position eines Abwehrspielers, der im Jahr 2015 drei Spiele als Amateur in der zweitklassigen nordamerikanischen United Soccer League absolvierte.
Danach absolvierte er die Princeton University und kam während seines Studiums zeitweise in der Herrenfußballmannschaft der Princeton Tigers zum Einsatz, ehe er nach seinem Studienabschluss seine Laufbahn in der Privatwirtschaft startete und dem Fußballsport weitestgehend den Rücken kehrte.

## Vereinskarriere

### Karrierebeginn in New York City und Wechsel zu den New York Red Bulls
Henry Martin wurde am 11. April 1997 in der Metropole New York City im US-Bundesstaat New York geboren und begann noch in jungen Jahren mit dem Fußballspielen. Von 2002 bis 2011 besuchte er die renommierte Buckley School auf der Upper East Side, an der er zum Teil auch der Fußballmannschaft angehörte. Daneben trat er auch für den Nachwuchsausbildungsverein Manhattan Kickers in Erscheinung und spielte zuletzt für den Ausbildungsverein FC Westchester, der seit 1999 auch eine Amateurmannschaft, die Westchester Flames, betreibt. Während dieser Zeit machte er auch die Verantwortlichen beim US-amerikanischen Fußballverband auf sich aufmerksam und erhielt um das Jahr 2010 erste Einberufungen in die US-amerikanische U-14-Auswahl. Nach seinem Abgang von der Buckley School wechselte er an die ebenso renommierte Dalton School, die ebenfalls auf der Upper East Side, jedoch etwas nördlicher, in der Gegend um Carnegie Hill, gelegen ist. Hier kam er ebenfalls in der Schulfußballmannschaft zum Einsatz, schaffte in dieser Zeit jedoch auch den Sprung in die Akademiemannschaften des Major-League-Soccer-Franchises New York Red Bulls, für die er vorrangig zum Einsatz kam. Während seiner Zeit an der Akademie wurde er laufend in die verschiedenen US-amerikanischen Juniorennationalauswahlen berufen und trat teilweise auch als Mannschaftskapitän an der Akademie in Erscheinung. Mit dem U-18-Kader gewann er unter anderem im Jahr 2013 die nationale Meisterschaft und wurde wiederum ein Jahr später ins NSCAA All-America Team gewählt. 2013 absolvierte er auch zwei Partien für die Reservemannschaft der New York Red Bulls in der damals noch bestehenden und mittlerweile aufgelösten MLS Reserve League. Im darauffolgenden Jahr kam er in zwei weiteren Reservespielen zum Einsatz, ehe die 2005 gegründete Liga nach Saisonende aufgelöst wurde.

### Profidebüt als Amateur in der United Soccer League
Nachdem er bereits im Jahr 2014 der Princeton University seine mündliche Zusage erteilt hatte, unterschrieb er im darauffolgenden Jahr eine Amateurvereinbarung, die es ihm erlaubte für die eben erst gegründeten New York Red Bulls II in der United Soccer League zu spielen. Diese Vereinbarung erlaubte es ihm somit als Amateur in einer Profiliga zu spielen, ohne dabei seine Spielberechtigung für eine mögliche College-Laufbahn zu gefährden. Am 18. Juli 2015 debütierte er für das Team, als er in der 18. Meisterschaftsrunde beim 2:0-Auswärtserfolg über die Harrisburg City Islanders in der 86. Spielminute für Mike da Fonte eingewechselt wurde. In den beiden nachfolgenden Spielen, einem 4:3-Heimsieg über die Richmond Kickers und einem 2:1-Heimsieg über den Saint Louis FC wurde er von seinem Trainer, dem ehemaligen US-amerikanischen A-Nationalspieler John Wolyniec, der ihn bereits in der MLS Reserve League trainierte, ebenfalls als Ersatzspieler eingesetzt. Danach gehörte er nicht mehr zum Aufgebot von NYRB II und begann noch im selben Herbst sein Studium an der Princeton University in Princeton im US-Bundesstaat New Jersey, nur eine knappe Autostunde von der Heimat der New York Red Bulls entfernt. Laut College Soccer News war er in seinem Senior-Jahr an der High School der #32 recruit in the nation. Die Princeton selbst wurde als #36 der Top 50 recruiting classes geführt.

### Zeit an der Princeton
Da er erst später dazugestoßen war – mit ein Grund war auch seine Teilnahme an einem Turnier mit der US-amerikanischen U-20-Auswahl in Deutschland im Herbst 2015 –, kam er in seinem Freshman-Jahr lediglich in acht Meisterschaftsspielen für die Herrenfußballmannschaft der Princeton Tigers, so der Name der Universitätssportabteilung, zum Einsatz. Nur in einem einzigen davon gehörte er der Startformation an. Bereits in seinem Sophomore-Jahr war er zum Stammspieler aufgestiegen und war in allen seiner 17 Meisterschaftseinsätze in diesem Jahr von Beginn an auf dem Spielfeld. Für das Ivy-League-Team steuerte er hierbei zwei Treffer und ebenso viele Torvorlagen bei. Im nachfolgenden Junior-Jahr absolvierte er weitere zwölf Ligapartien, von denen er in elf von Beginn an startete und erhielt am Ende des Jahres eine Honorable mention All-Ivy League. In seinem abschließenden Senior-Jahr, in dem das Team die Ivy-League-Champion wurde, kam er zu keiner Spielpraxis, da er verletzungsbedingt pausieren musste. Erst im NCAA Division I Men’s Soccer Tournament 2018, für das sich die Universität erstmals seit 2010 wieder qualifizieren konnte, kam Martin im einzigen Spiel seiner Mannschaft zum Einsatz. Bei der Niederlage im Elfmeterschießen in der ersten Runde gegen die Michigan Wolverines von der University of Michigan erzielte er in der 39. Spielminute den Führungstreffer seines Teams. In der spielfreien Zeit an der Universität kam er im Jahr 2016 zu neun und im Jahr 2017 zu sieben Einsätzen für die New York Red Bulls U-23 mit Spielbetrieb in der viertklassigen Premier Development League. An der Universität gehörte er auch dem University Cottage Club, einem der vier großen Eating clubs at Princeton University, an.

### Wechsel in die Privatwirtschaft
Nachdem er sein Studium im Frühjahr 2019 mit einem Bachelor of Arts in Politics abgeschlossen hatte, begann Martin, der bereits davor im Sommer 2018 für etwa drei Monate als Praktikant im Marketing des Wein- und Spirituosenimporteurs Massanois Imports, LLC aus New York City gearbeitet hatte, seine Berufstätigkeit als Summer Analyst bei der ebenfalls in NYC ansässigen Investmentfirma Rosecliff Ventures und kehrte im September 2019 für ein weiteres rund siebenmonatiges Praktikum zu Massanois Imports, LLC zurück. Nachdem er dieses im September 2020 wieder beendet hatte, war er von März 2021 bis Mai 2022 ein Mitarbeiter des Unternehmens Ridgetop Research, das seinen Sitz ebenfalls in New York City hat. Im Mai 2022 nahm er eine Vollzeitstelle als Analyst bei den Snowbridge Advisors, ebenfalls aus NYC, an und stieg dort im April 2024 zum Associate auf.

## Nationalmannschaftskarriere
Seine ersten Erfahrungen in einer Juniorennationalauswahl des US-amerikanischen Fußballverbandes sammelte Martin um das Jahr 2010, als er im August einer Einladung in die US-amerikanische U-14-Nationalmannschaft folgte. Als einer von rund 120 Spielern nahm er dabei an einem ID Camp in Concord, Massachusetts, teil. Als einer von 36 Spielern nahm er im März 2012 mit der von Tony Lepore trainierten U-15-Auswahl seines Heimatlandes an einem Trainingscamp in Carson, Kalifornien, teil. Im nachfolgenden September absolvierte er ein weiteres Trainingscamp für das U-15-Nationalteam der Vereinigten Staaten; diesmal fand abermals im Home Depot Center in Carson statt. Nur ein halbes Jahr später nahm er von Ende März bis Anfang April 2013 mit dem US-amerikanischen U-17-Kader, abermals in Carson, an einem weiteren Trainingscamp teil. Nachdem er für ein im April 2014 stattfindendes Trainingscamp von Hugo Pérez in die US-amerikanische U-18-Auswahl berufen worden war, absolvierte die Mannschaft während des Camps ein Freundschaftsspiel gegen die Alterskollegen aus Kanada, bei dem Martin allerdings nicht zum Einsatz kam. Rund eineinhalb Jahre später schaffte der großgewachsene Verteidiger im Oktober 2015 den Sprung in den US-amerikanischen U-20-Nationalkader. Beim Camp in Deutschland, während dem die Mannschaft in Stuttgart an einem Turnier beteiligt war, absolvierte Martin zwei Länderspiele. Danach war er weder beim Camp in Florida im Januar 2016, noch beim Dallas Cup im März 2016 mehr für die von Tab Ramos trainierte U-20-Nationalmannschaft im Einsatz.